# Cold World
Cold World to utwór amerykańskiego rapera GZAy członka Wu-Tang Clan nagrany wspólnie z Inspectah Deckiem, wydany w 1995 roku na albumie Liquid Swords.

## Użyte sample
- Utwór "In The Rain" w wykonaniu The Dramatics
- Utwór "Rocket Love" w wykonaniu Steviego Wondera
- Utwór "Plastic People" w wykonaniu The Mothers of Invention
- Dialogi z filmu "Shogun zabójca"

## Notowania
Opracowano na podstawie źródła.
| Rok  | Notowanie | Notowanie | Notowanie | Notowanie |
| Rok  | Hot 100   | Hot R&B   | Hot Rap   | Hot Dance |
| ---- | --------- | --------- | --------- | --------- |
| 1995 | 97        | 57        | 8         | 8         |